# Język elamicki

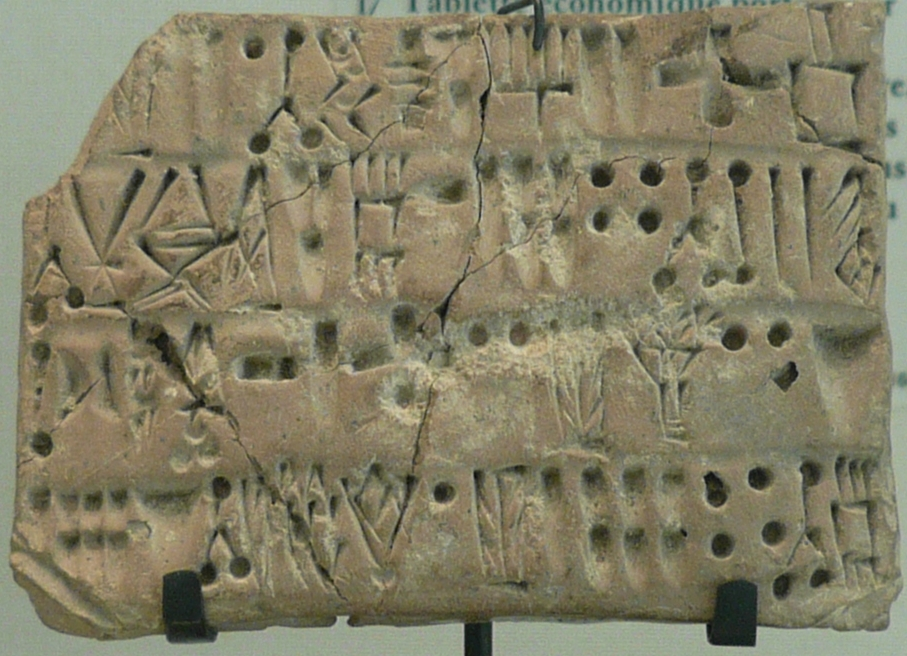
Tabliczka zapisana pismem elamickim

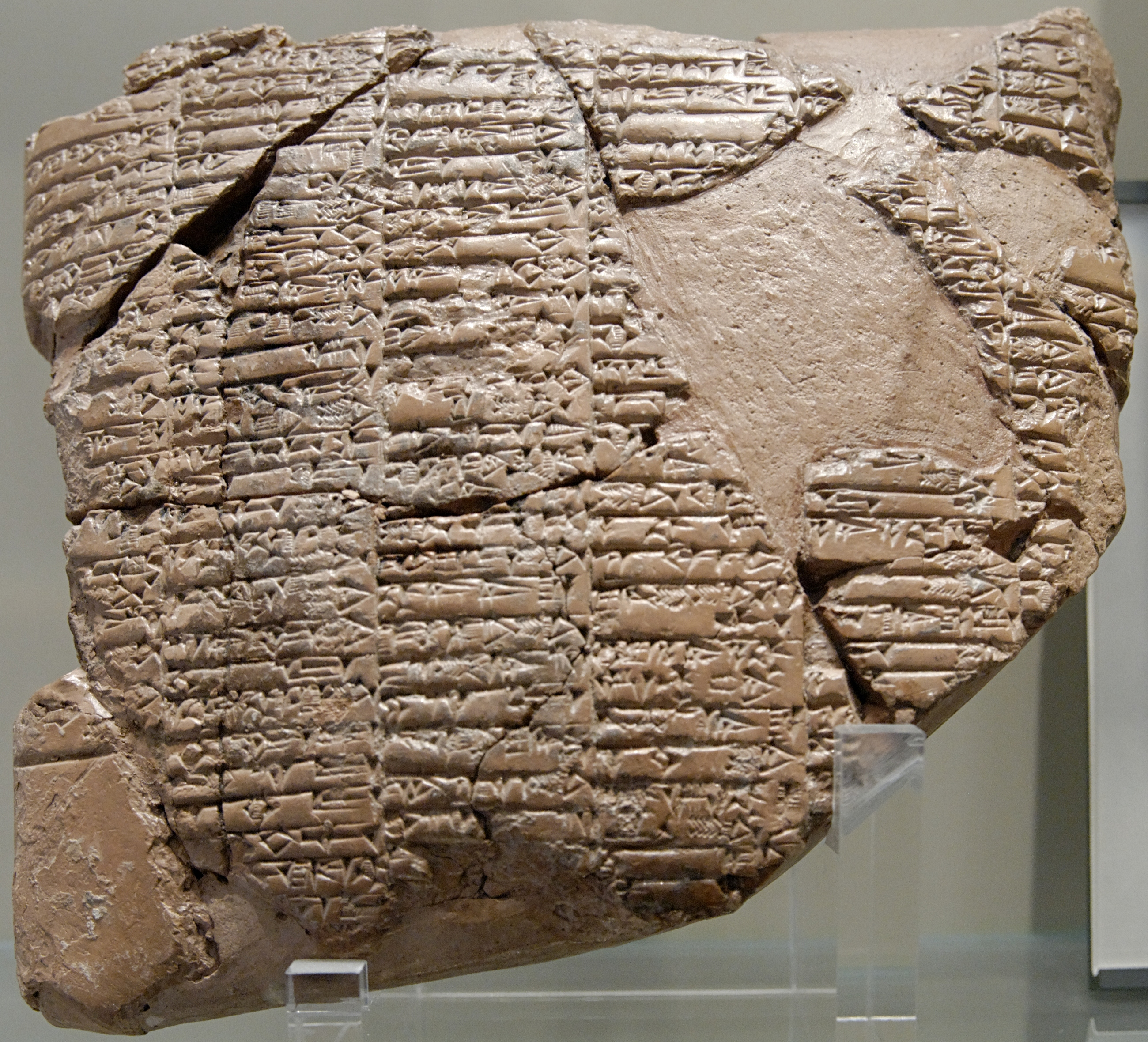
Gliniana tabliczka z traktatem o sojuszu zawartym między Naram-Sinem z Akadu a Hitą, elamickim władcą z Awan; najstarszy znany tekst historyczny spisany w języku elamickim; zbiory Luwru.

Język elamicki – wymarły język starożytnego Elamu, używany przez lud Elamitów od III tysiąclecia p.n.e. W okresie od VI do IV wieku p.n.e. był oficjalnym językiem starożytnej Persji, wyszedł z użycia po podbojach Aleksandra Wielkiego.
Choć Elamici osiedli na obszarze pomiędzy lewobrzeżnymi dopływami Tygrysu a południowym Zagrosem już w V tysiącleciu p.n.e., swój język zaczęli wyrażać w formie pisemnej prawdopodobnie na początku III tysiąclecia p.n.e. Z tego okresu pochodzi najstarszy odkryty dokument o charakterze administracyjnym, spisany w archaicznej formie elamickiego, tj. w protoelamickim. Język średnioelamicki, używany w XIII–VII wieku p.n.e., poświadczony został przez inskrypcje, zapisane alfabetycznym pismem klinowym. Dotyczyły władców i kwestii religijnych. Nowoelamicki znany jest z inskrypcji dwu-, trójjęzycznych z okresu Achemenidów. Używany był w administracji na równi ze staroperskim. Typologicznie język elamicki jest językiem aglutynacyjnym o nieustalonej przynależności genetycznej (niektórzy łączą go jednak z językami drawidyjskimi, postulując istnienie rodziny elamo-drawidyjskiej).

## Pismo elamickie
Na przestrzeni wieków wykształciły się trzy różne formy zapisu języka elamickiego.
- Pismo protoelamickie jest najstarszym znanym systemem pisma używanym kiedykolwiek na terenie dzisiejszego Iranu (ok. 3100–2900 p.n.e.). Uważa się, że wytworzyło się z wczesnego pisma klinowego. Pismo protoelamickie, składające się z co najmniej tysiąca różnych znaków, nie zostało jak dotąd odczytane.
- Pismo linearne zachowało się w postaci kilku skalnych inskrypcji. Przypuszcza się, iż może być sylabariuszem wywodzącym się z pisma protoelamickiego, chociaż nie zostało to potwierdzone. Używano go pod koniec III tysiąclecia p.n.e. Nieudane próby odczytania pisma linearnego prowadzili m.in. Walther Hinz i Piero Meriggi. Pismo to zostało odczytane po raz pierwszy przez François Desset w 2020 roku[3][4].
- Elamickie pismo klinowe używane było od ok. 2500 do 331 p.n.e. i wywodzi się z pisma akadyjskiego. Składało się z ok. 130 symboli.